# NBA 1953/54
NBA 1953/54 was het 8e seizoen van de NBA. Het begon op 30 oktober 1953 en eindigde op 12 april 1954, toen Minneapolis Lakers de zevende wedstrijd van de NBA Finale met 87-80 won en daarmee op 4-3 kwam in de serie tegen verliezend finalist Syracuse Nationals. Voor Minneapolis Lakers was het de vijfde NBA-titel en de derde op rij. Voor Syracuse Nationals was het de tweede NBA-finale en net als in 1949/50 verloren ze die van de Lakers.
Omdat Indianapolis Olympians na het seizoen 1952/53 werd opgeheven, daalde het aantal teams in de NBA dit seizoen van tien naar negen. Als gevolg hiervan werd er in de play-offs eerst een round-robintoernooi gespeeld voor het eliminatietoernooi voor de titel plaatsvond. Dit was eenmalig. Vanaf 1954/55 mochten de lijstaanvoerders van de reguliere competitie de eerste ronde van de play-offs overslaan.

## Eindstand regulier seizoen
| Eastern Conference    | W  | V  |
| --------------------- | -- | -- |
| New York Knicks       | 44 | 28 |
| Boston Celtics        | 42 | 30 |
| Syracuse Nationals    | 42 | 30 |
| Philadelphia Warriors | 29 | 43 |
| Baltimore Bullets     | 16 | 56 |

| Western Conference | W  | V  |
| ------------------ | -- | -- |
| Minneapolis Lakers | 46 | 26 |
| Rochester Royals   | 44 | 28 |
| Fort Wayne Pistons | 40 | 32 |
| Milwaukee Hawks    | 21 | 51 |

## Playoffs

### Eerste ronde
Eindstand na onderling round-robintoernooi:
| Eastern Conference | W | V |
| ------------------ | - | - |
| Syracuse Nationals | 4 | 0 |
| Boston Celtics     | 2 | 2 |
| New York Knicks    | 0 | 4 |

| Western Conference | W | V |
| ------------------ | - | - |
| Minneapolis Lakers | 3 | 0 |
| Rochester Royals   | 2 | 1 |
| Fort Wayne Pistons | 0 | 4 |

- De tweede wedstrijd tussen Minneapolis en Rochester werd niet meer gespeeld, omdat de eindstand in de poule al vaststond voor dat duel zou plaatsvinden.

### Tweede ronde
Beslissend eliminatietoernooi:
|  | Division Finals    | Division Finals |  |                    | NBA Finals         | NBA Finals |
|  |                    |                 |  |                    |                    |            |
|  |                    |                 |  |                    |                    |            |
|  | Syracuse Nationals | 2               |  |                    |                    |            |
|  | Boston Celtics     | 0               |  |                    |                    |            |
|  |                    |                 |  |                    | Syracuse Nationals | 3          |
|  |                    |                 |  | Minneapolis Lakers | 4                  |            |
|  | Minneapolis Lakers | 2               |  |                    |                    |            |
|  | Rochester Royals   | 1               |  |                    |                    |            |

## Beste statistieken
- Meeste punten: Neil Johnston (Philadelphia Warriors)
- Meeste rebounds: Harry Gallatin (New York Knicks)
- Meeste assists: Bob Cousy (Boston Celtics)
- Hoogste percentage veldscores: Ed Macauley (Boston Celtics)
- Hoogste percentage vrije worpen: Bill Sharman (Boston Celtics)

1950 · 1951 · 1952 · 1953 · 1954 · 1955 · 1956 · 1957 · 1958 · 1959 · 
1960 · 1961 · 1962 · 1963 · 1964 · 1965 · 1966 · 1967 · 1968 · 1969 · 
1970 · 1971 · 1972 · 1973 · 1974 · 1975 · 1976 · 1977 · 1978 · 1979 · 
1980 · 1981 · 1982 · 1983 · 1984 · 1985 · 1986 · 1987 · 1988 · 1989 · 
1990 · 1991 · 1992 · 1993 · 1994 · 1995 · 1996 · 1997 · 1998 · 1999 · 
2000 · 2001 · 2002 · 2003 · 2004 · 2005 · 2006 · 2007 · 2008 · 2009 · 
2010 · 2011 · 2012 · 2013 · 2014 · 2015 · 2016 · 2017 · 2018 · 2019 · 
2020 · 2021 · 2022 · 2023 · 2024